# Richard Herzig
Richard Herzig (* 8. September 1851 in Schinne; † 25. Februar 1934 in Hildesheim) war ein deutscher Architekt und preußischer Baubeamter.
Herzig war als Geheimer Baurat bei der preußischen Bezirksregierung Hildesheim und als Diözesanbaumeister des Bistums Hildesheim tätig. Von den 43 Kirchen, die zwischen 1885 und 1913 im Bistum Hildesheim neu gebaut wurden, entwarf Herzig 21. Dabei bevorzugte er neuromanische Formen und Backstein als Material. Herzig veröffentlichte zahlreiche Aufsätze über die Kunst- und Architekturschätze der Diözese.

## Werk

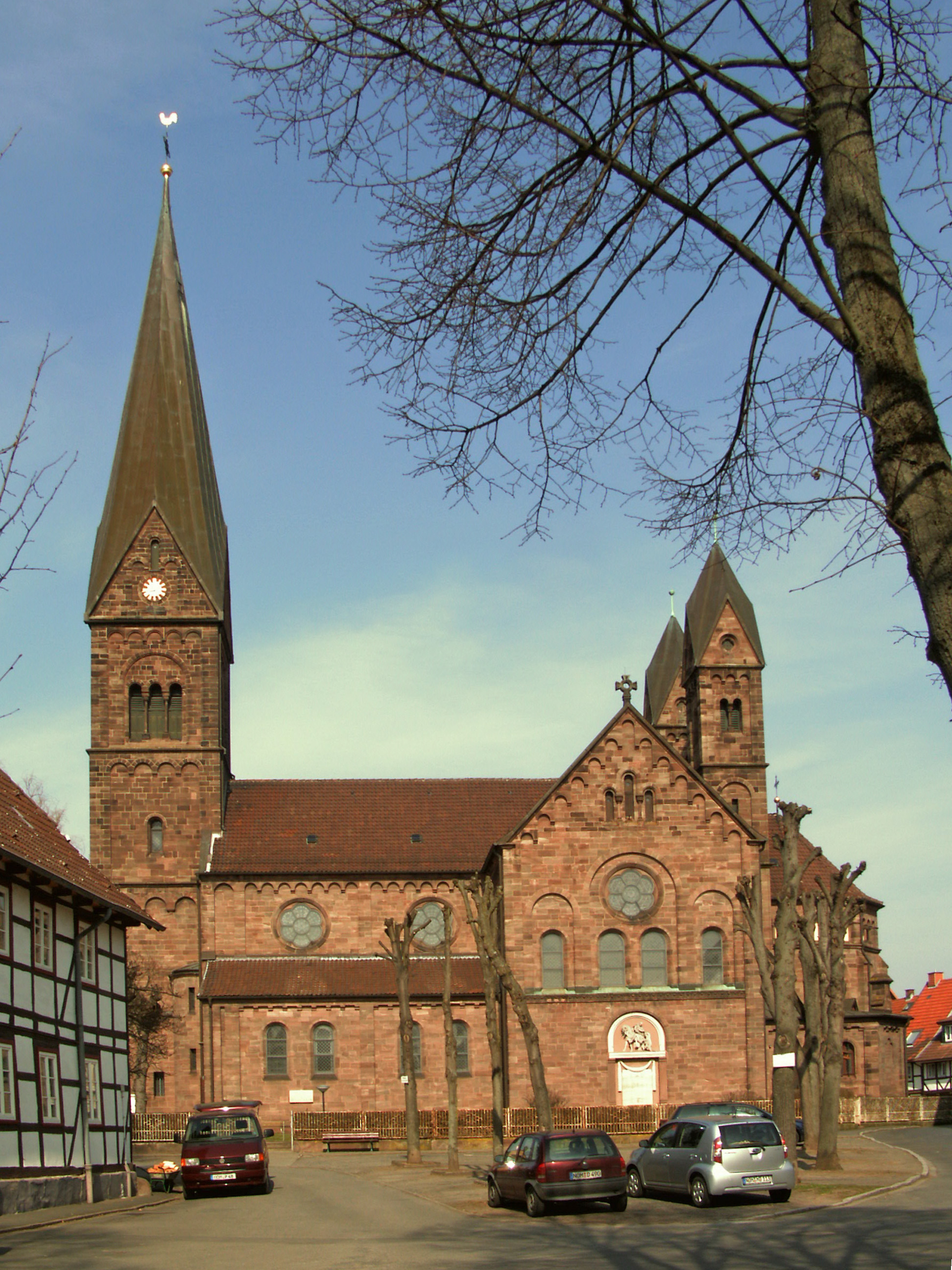
St. Martin in Nörten

- 1885: Katholische Kirche Mariä Heimsuchung in Northeim
- 1889: Katholische Kirche St. Marien in Salzgitter-Bad
- 1890: Ursulinen-Klosterkirche Liebfrauen in Duderstadt
- um 1890: Eigenes Wohnhaus in Hildesheim, Moltkestraße 9[1]
- 1891: Katholisches Missionshaus mit Kapellenraum in Pritzwalk[2]
- 1891: Katholische Kirche St. Petrus in Wolfenbüttel
- 1892–94: Katholische Kirche St. Marien in Blumenthal (Erweiterungsbau)
- 1894: Katholische Propsteikirche St. Josef in Verden
- 1995: Katholische Kirche St. Josef in Einbeck
- 1895: Katholische Kirche St. Katharina in Bettmar
- 1896: Katholische Kirche St. Martin in Nörten-Hardenberg
- 1896: Katholische Kirche St. Nikolaus in Machtsum
- 1898: Katholische Kirche St. Josef in Bolzum
- 1898: Katholische Kirche St. Bonifatius in Wilhelmsburg
- 1898: Mutterhaus der Barmherzigen Schwestern vom hl. Vinzenz von Paul in Hildesheim
- 1900: Katholische Kirche St. Laurentius in Braunschweig
- 1901: Katholische Kirche St. Martin in Achtum
- 1901: Franziskaner-Klosterkirche in Ottbergen
- 1903: Katholische Kirche Hl. Familie in Bremen-Grohn (durch Neubau ersetzt)
- 1903: Katholische Kirche St. Marien in Alfeld (Leine) (durch Neubau ersetzt)
- 1903: Katholische Kirche St. Joseph in Braunschweig
- 1905: Katholische Kirche St. Ansgar in Hemmoor-Warstade
- 1905: Katholische Kirche Zum Göttlichen Erlöser in Uelzen
- 1906: Katholische Kirche St. Bernward in Hildesheim
- 1907: Katholische Kirche St. Elisabeth in Hildesheim
- 1913: Katholische Kirche St. Laurentius in Hohenhameln
- 1914–15: Katholische Kirche St. Bernward in Gifhorn
- 1929: Katholische Kirche St. Vitus Groß Giesen (Umbau)[3]